# Borzelborn
Koordinaten: 50° 44′ 38,2″ N, 10° 46′ 2,9″ O
Der Borzelborn ist eine Quelle bei dem Ortsteil Frankenhain der Gemeinde Geratal in Thüringen.

## Geografische Lage
Die Quelle liegt rund 2 km südwestlich vom Ortskern der Gemeinde Frankenhain und ca. 1 km östlich der Lütschetalsperre.

## Allgemein
Der Borzelborn wird aus einer Spalten- oder Überlaufquelle gespeist. Sie tritt am Südosthang des Ensebachkopfes aus. Der eigentliche Quellaustritt befindet sich jedoch ca. 60 m weiter oben, am Hugo-Fischer-Weg. An dieser Stelle treffen zwei Gesteinsarten aufeinander, die auf Grund der unterschiedlichen petrografischen Gesteinseigenschaften grundwasserleitend oder -stauend wirken. Oberhalb der Quelle befindet sich Quarzporphyrtuff (rhyolithischer Tuff), der über einen offenen Porenraum verfügt. In diesem zirkuliert das Wasser; als weitere Transportwege für das Grundwasser dienen Spalten und zerklüftete Bereiche. Der wassererfüllte Tuff trifft am Quellaustritt auf einen dichten, nur wenig geklüfteten Quarzporphyr, der damit weit weniger wasserdurchlässig ist. Durch diese wasserstauenden Gesteinseigenschaften wird das Grundwasser zum Austritt gezwungen und die Quelle entsteht.
Im Rotliegenden (Oberhof-Formation; Nesselhof - Sedimente) des Thüringer Waldes wird die Grenze von Porphyr und Tuff oft durch Quellaustritte gekennzeichnet. Erst durch diese Quellaustritte konnten manche Tuffhorizonte entdeckt werden.

## Entwicklung
Die Quelle des Borzelborns liegt am Hang einer Straße, die ursprünglich ein Flößgraben war. Dieser wurde von 1691 bis 1702 gebaut. Der Alte Flößgraben begann mit den Lütschezuläufen Langer Grund und Oberer Wiesengrund und führte weiter entlang am Hang des Borzelberges, des Steigers, des Eisenberges, des Rumpelberges und von dort aus bis zum Kienberg. Der sogenannte Lütscheflößgraben wurde wenige Jahre später rückwärts bis zum Kehltal verlängert. Der Zweck des Flößgrabens war es, Brennholz auf dem Wasserweg aus den entfernt liegenden Wäldern des ehemaligen Herzogtums Gotha bis nach Luisenthal zu bringen. An dieser Stelle mündete der Flößgraben dann in die Ohra. 1719 wurde das Flößen eingestellt, woraufhin der Graben verfiel und später teilweise zu Forst- und Wanderwegen ausgebaut wurde.
Die Wasserschüttung des heutigen Borzelborns wurde früher direkt in den Flößgraben eingeleitet, woraufhin das Wasser nach dem Straßenbau direkt über die Straße floss. Zwischen 1920 und 1930 machte der jüdische Intellektuelle Alfred Berliner mehrfach mit seiner Familie in dieser Gegend Urlaub und wollte diesen Landschaftsteil aufwerten und seinem Urlaubsort Frankenhain damit ein Geschenk machen. Nach seinen Planungen und auf seine Kosten wurde 1930 ein Brunnen errichtet. An der Seite, an der heute die Bezeichnung „Borzelborn“ eingemeißelt ist, stand ursprünglich die Inschrift „Dr. Alfred Berliner - Brunnen“. Nach der Machtergreifung der Nationalsozialisten wurde der Namenszug entfernt und der Born in „Borzelborn“ umbenannt.
1964 wurde, im Rahmen des Aufbauwerkes der Nationalen Front, eine Stahlleitung vom eigentlichen Quellaustritt am Hugo-Fischer-Weg bis zum Borzelborn verlegt. 1991 wurden am Quellaustritt Betonschächte gesetzt.

## Informationen zum Wasser
Der Borzelborn schüttet ein sehr weiches Wasser mit dem Härtegrad 1,0°dH Gesamthärte (0,3°dH Karbonathärte) aus. Demzufolge sind nur geringe Mengen von Metallen (Kationen) sowie Salzen (Anionen) im Quellwasser enthalten. Das Wasser ist sehr weich und nur sehr schwach mineralisiert, da es im Untergrund ausschließlich vulkanisches Hartgestein (Quarzporphyrtuff) durchfließt, aus denen nur sehr geringe Mengen von Mineralien herausgelöst werden können.
Anthropogene Stoffe, die durch Umweltverschmutzung getragen werden können, sind im Quellwasser des Borzelborns nicht vorhanden. Dies ist z. B. daran erkennbar, dass der Parameter Nitrat, der z. B. durch übermäßigen Düngemitteleinsatz in das Grundwasser gelangen kann, im Borzelborn mit einem Wert von 3,8 mg/l sehr gering ist. Auch kann anhand mikrobiologischer Parameter der Einfluss von Abwasserfäkalien abgelesen werden. Derartige Bakterien (z. B. Escherichia coli, Enterokokken, Clostridium perfringens) sind im Borzelborn nicht analysiert worden. Anhand der Parameter „coliforme Bakterien“ und „Koloniezahl“ sind jedoch bakterielle Beeinflussungen im Quellwasser nachgewiesen worden, die wahrscheinlich von natürlichen Vorgängen (z. B. Wildbesatz im Quellgebiet oder natürlich vorkommende Bodenbakterien) herrühren.
Die Quelle besetzt nur ein kleines und oberflächennahes Einzugsgebiet, wodurch Bakterien mit den Niederschlägen leicht in die wasserführenden Quarzporpyhrtuffe transportiert werden können. Weiterhin ist die Aufenthaltszeit des Quellwassers im Gestein gering (nur wenige Tage), wodurch die natürliche Reinigung des Wassers beim Durchfluss der Gesteine vermindert wird.

## Quellausschüttung
Die Quelle liefert rund 0,37 l/s (ca. 32 m³/d; Stand 9. Juli 2015).